# Jong Il-gwan
Jong Il-gwan (Sariwon, Corea del Norte 30 de octubre de 1992) es un futbolista profesional norcoreano que juega como delantero, actualmente juega en Universidad de Educación Física de Corea. Es el máximo goleador de toda la historia de la selección norcoreana. En el año 2010 recibió el premio "Asian Young Footballer of the Year" que premia al mejor futbolista joven asiático del año. En el año 2012 surgieron muchos rumores acerca de que Jong Il-gwan había firmado por el equipo inglés New Castle United y otros lo daban por hecho que era jugador del FK Partizan de Serbia, también se le vinculó con el equipo neerlandés PSV Eindhoven, sin embargo ninguno de estos tres equipos llegó a formalizar un contrato con el jugador.
En el 2017 sería el año que Jong Il-gwan dejaría el Rimyongsu para ser contratado por el club suizo FC Luzern,pero debido a la irregularidad en cuanto a titularidad sería enviado de préstamo al FC Wil, una vez terminado el préstamo retorno al FC Luzern pero la falta de titularidad y la poca participación de él en el equipo hizo que terminara tempranamente su contrato con el club suizo.

## Selección nacional
Ha sido internacional con la Selección de fútbol de Corea del Norte en 79 ocasiones siendo el cuarto futbolista con más partidos en la selección, es el máximo anotador en toda la historia de Corea del Norte, con 30 goles, superando los 15 goles marcados de Jong Tae-se.

## Clubes
| Club                                     | País            | Año       |
| ---------------------------------------- | --------------- | --------- |
| Rimyongsu                                | Corea del Norte | 2011-2017 |
| FC Luzern                                | Suiza           | 2017-2018 |
| FC Wil (Préstamo)                        | Suiza           | 2018      |
| Rimyongsu                                | Corea del Norte | 2019-2024 |
| Universidad de Educación Física de Corea | Corea del Norte | 2024-     |